# Крейничану, Карол
Карол Крейнича́ну (рум. Carol Creiniceanu; 1 февраля 1939, Лупени, Хунедоара — 14 января 2012, Лупени, Хунедоара) — румынский футболист и футбольный тренер, играл на позиции полузащитника. Участник Олимпийских игр 1964 года.

## Биография

### Клубная карьера
Крейничану играл за «Минерул» в течение четырёх сезонов. В 1961 году присоединился к клубу «Стяуа», в составе которого отыграл 10 сезонов. В составе «красно-синих» Крейничану выиграл чемпионский титул в 1968 году и 6 Кубков Румынии.

### Карьера в сборной
В составе сборной Румынии принимал участие на олимпийском футбольном турнире 1964 года, где был основным игроком и сыграл в 6 матчах на турнире. В матчах со сборными Мексики (3:1) и Ганы (4:2) забил по голу в каждом из матчей. Всего за сборную Румынии сыграл 14 матчей и забил 5 голов.

### Тренерская карьера
Работал главным тренером бухарестского «Металула» и «Жиула».

### Смерть
Крейничану перенёс несколько операций на толстой кишке, но от предстоящей операции осенью 2012 года отказался. Скончался 14 января 2012 года в возрасте 72 лет из-за проблем со здоровьем.

## Достижения
«Стяуа»
- Чемпион Румынии (1): 1967/68
- Обладатель Кубка Румынии (6): 1961/62, 1965/66, 1966/67, 1968/69, 1969/70, 1970/71